# 愤怒的青年
憤怒的青年（Angry Young Men）是指1950年代一些作品表現出憤世嫉俗情緒的西方（英國）青年作家和評論家。這些人對於當時西方社會的種種現象感到不滿，進而進行批判；而他們的言論對於社會主流而言相對極端，甚至於帶有無政府主義傾向。